# Mars 1945
Les événements concernant la Seconde Guerre mondiale sont détaillés dans l'article Mars 1945 (guerre mondiale).

## Événements
- 3 mars :
  - France : ordonnance créant une école primaire unique. Ordonnance créant l'Union nationale des associations familiales.
  - Les Britanniques reprennent Meiktila.
  - Évacuation des internés de Hinzert.
  - Premier vol du chasseur soviétique Mikoyan-Gourevitch MiG I-250.

- 4 mars : première grande conférence pan-américaine [1].

- 5 mars :
  - Prise de Cologne par les Alliés.

- 6 mars :
  - Roumanie : gouvernement de coalition dirigé par Petru Groza, sympathisant communiste formé sous la pression soviétique. Les communistes occupent la plupart des postes clés, aux côtés des socialistes et des nationaux-libéraux. Dans les mois qui suivent, ils s’emploient à supprimer toute opposition. Le gouvernement de Nicolae Radescu est destitué par le roi Michel Ier,à l'instigation du vice-ministre des affaires étrangères de l'Union soviétique Vichinsky.
  - Constitution Richards au Nigeria[2].

- 7 mars : 
  - franchissement du Rhin par les alliés à Remagen et entrée des troupes américaines en Allemagne;
  - gouvernement provisoire du maréchal Tito en Yougoslavie. Il promulgue un programme de réformes sociales et économiques modérées.

- 8 mars : la déclaration finale de la Conférence de Mexico proclame le principe de l'égalité des droits pour tous les hommes « quelles que soient leur race ou leur religion ». L’acte de Chapultepec recommande l’élaboration d’un traité d’assistance réciproque. Il est décidé que les pays qui n’ont pas encore déclaré la guerre au forces de l’Axe le feraient afin de pouvoir adhérer aux Nations unies et ainsi de constituer un groupe américain puissant.
  - Entrée en guerre du Paraguay, de l’Uruguay, de l’Équateur, du Venezuela, du Chili et du Pérou. L’Argentine entre en guerre le 27 mars, un mois et trois jours avant le suicide d’Hitler.

- 9 mars : coup de force japonais contre les Français en Indochine. Les Japonais renversent par surprise le pouvoir colonial français qui collaborait pourtant avec eux. Faible résistance des Français qui se solde par l'exécution de 460 prisonniers dont le général Émile Lemonnier. Des officiers français sont parachutés pour organiser des maquis.

- 9 - 10 mars : bombardement de Tōkyō par plus de 334 Boeing B-29 Superfortress effectuant un raid à basse altitude avec des bombes incendiaires, ce qui déclenche un gigantesque incendie détruisant près d'un quart de la ville. Plus de 130 000 victimes périssent en 2 jours.

- 10 mars :
  - José Figueres Ferrer forme le parti social-démocrate au Costa Rica qui multiplie les critiques sur la corruption du régime (Parti Libération nationale en 1951).
  - Proclamation de l’indépendance du Cambodge à Phnom Penh par le roi Norodom Sihanouk.

- 11 mars : proclamation de l’indépendance de l'Annam et du Tonkin à Hué par l'empereur Bảo Đại.

- 14 mars : première utilisation opérationnelle d'une bombe Grand Slam.

- 15 mars : après plus d’un siècle de dictatures militaires, un réformiste, Juan José Arévalo, est élu à la présidence du Guatemala (fin en 1951).
  - Nouvelle Constitution démocratique au Guatemala, inspirée de celle du Mexique, et nouveau code du travail (journée de huit heures, salaire minimum, droit de grève et de syndicalisation). Un institut de sécurité sociale est créé et une campagne contre l’analphabétisme est lancée.

- 17 mars : effondrement du pont de Remagen.

- 18 mars : premier vol du bombardier tactique AD Skyraider.

- 20 mars : libération définitive de l'Alsace.

- 21 mars : 
  - les Britanniques reprennent Mandalay.
  - Première utilisation opérationnelle des avions kamikazes Ohka, sans résultat.

- 22 mars : à Alexandrie (Égypte), création de la Ligue arabe[3] avec comme membres fondateurs : L'Égypte, l'Irak, le Liban, l'Arabie saoudite, la Syrie, la Transjordanie et le Yémen du Nord. Elle doit favoriser la coopération entre ses membres. Abd al-Azzam Pacha, un Égyptien, est nommé premier secrétaire général de la Ligue.

- 23 mars :
  - loi sur la réforme agraire en Roumanie : expropriation sans indemnités des terres des « collaborateurs et criminels de guerre » et des propriétés de plus de 50 ha. La redistribution est confiée à des commissions paysannes souvent dirigées par des ouvriers communistes venus des villes. 1,5 million d’ha sont confisqués et plus d’un million redistribués à 800 000 paysans, le reste constituant des « domaines d’État ».
  - Opération Plunder. Grande offensive alliée au-delà du Rhin.

- 27 mars : 
  - les communistes de l'AIB (Armée nationale de Birmanie), sur les ordres de l'ex-collaborateur Aung San, se soulèvent contre les Japonais et prennent la capitale Rangoon, reprise le 3 mai par la 14e armée britannique. En été, la Birmanie est entièrement reconquise par les Britanniques;
  - Début de l'opération Famine. Minage de l'intérieur du Japon.
  - Derniers tirs de missiles V2 sur l'Angleterre.
  - Les Allemands tirent, à partir de La Haye leur dernier missile V2 qui tombera sur Orpington, au sud-est de Londres.

- 28 mars :
  - Arrestation  des chefs politiques et militaires de la Résistance polonaise intérieure, au forces d'occupation du Troisième Reich. Le 28 mars 1945, un rendez-vous fut fixé avec le général du NKVD Ivan Sierov à Pruszków, près de Varsovie. La délégation polonaise comptait seize personnes : le vice-président du conseil des ministres du gouvernement polonais en exil, le commandant de l'Armia Krajowa, le président du Conseil de l'unité nationale (pl), les représentants du Parti socialiste polonais, du Parti national (pl) (SN), du Stronnictwo Pracy (pl) (Parti du travail, SP), du Parti paysan (SL) et de l'Union démocratique (pl) (ZD). Ils furent tous arrêtés par le NKVD et envoyés par avion à Moscou.

- 29 mars : 
  - entrée des troupes soviétiques en Autriche.
  - Des membres 5e Panzerdivision SS Wiking ainsi que la gendarmerie militaire allemande assassinent une soixantaine de juifs dans ce qu'on appellera le massacre de Deutsch Schützen-Eisenberg

## Naissances
- 1er mars : 
  - Dirk Benedict, acteur américain.
  - Jean-Claude Boulanger, évêque catholique français.
  - Fernando Vérgez Alzaga, cardinal espagnol de la Curie romaine.
- 2 mars :
  - Philippe Jaffré, homme d'affaires français († 5 septembre 2007).
  - Alain Paul Lebeaupin, évêque catholique français, nonce apostolique en Équateur (en) puis au Kenya (en).
  - Christian Morin : animateur de télévision, radio et musicien français.
- 9 mars : Philippe Louis-Dreyfus, homme d'affaires français († 17 juin 2025).
- 12 mars : Claude Goasguen, homme politique français († 28 mai 2020).
- 18 mars : 
  - Eric Woolfson, auteur-compositeur britannique leader de The Alan Parsons Project († 2 décembre 2009).
  - François Castaing, ingénieur français († 27 juillet 2023).
- 21 mars : Charles Greene, athlète américain (†14 mars 2022).
- 23 mars : Franco Battiato, compositeur et chanteur italien (†18 mai 2021).
- 26 mars : Rodolfo Hernández, homme politique et entrepreneur.
- 28 mars : Rodrigo Duterte, homme politique philippin.
- 30 mars : Eric Clapton, guitariste et compositeur de blues britannique.
- 31 mars : Fernand Siré, homme politique français.

## Décès
- 2 mars : Emily Carr, artiste.
- début mars : Anne Frank, jeune juive allemande, devenue célèbre après la publication de son journal, meurt des suites de la faim et de la maladie au camp de concentration de Bergen-Belsen
- 15 mars : Pierre Drieu la Rochelle, écrivain français (suicidé).
- 18 mars : Louis d'Iriart d'Etchepare, homme politique français (° 1859).
- 26 mars :
  - David Lloyd George, homme politique britannique ;
  - Boris Chapochnikov, Maréchal de l'Union Soviétique.
- 30 mars : Eugène Maës, 54 ans, footballeur français, mort en déportation (° 15 septembre 1890).
- 31 mars : Natalia Tułasiewicz, enseignante en Pologne, éducatrice clandestine, tuée à Ravensbrück, martyre, bienheureuse.